# 베르트 뢸링
베른하르트 빅토르 알로이시우스 "베르트" 뢸링(Bernard Victor Aloysius "Bert" Röling, 1906년 12월 26일 ~ 1985년 3월 16일)은 네덜란드의 판사, 전쟁학자이다. 1946년부터 1948년까지 극동군사재판에서 네덜란드를 대표하여 판사로 활동했다. 1950년부터 1977년까지 흐로닝언 대학교 교수를 맡으며 1962년 전쟁학 연구소(Polemologisch Instituut)를 설립했다.